# Eilema aegrota
Eilema aegrota là một loài bướm đêm thuộc phân họ Arctiinae, họ Erebidae.